# Cody Sokol
Cody Sokol (Des Moines, 19 marzo 1992) è un ex giocatore di football americano statunitense che ha giocato come quarterback.
Dopo aver giocato per tre diverse squadre universitarie ha firmato con gli Arizona Rattlers della IFL; si è successivamente trasferito in Giappone agli Elecom Kōbe Finies.